# Isabella Segers
Isabella Segers (1865 - 1942) was een Belgisch politica, actief tussen de beide wereldoorlogen.
Zij was burgemeester van de voormalige zelfstandige gemeente Appels, heden een deelgemeente van de Oost-Vlaamse stad Dendermonde. Zij kwam in 1921 aan het hoofd van de gemeente en was een van de eerste vrouwelijke burgemeesters in België. Zij bleef tot 1938 burgemeester van Appels.
In 1940 schonk Isabella Segers een woning - gelegen in de Zandstraat - aan de gemeente Appels op voorwaarde dat het huis tot gemeentehuis werd verbouwd. Eerst werd het gemeentehuis en na de fusie met Dendermonde kwam het in gebruik als dienstencentrum.